# Qualificazioni al campionato europeo maschile di calcio 1972 - Gruppo 4

## Classifica
| Pos | Squadra          | Pti | G | V | N | P | GF | GS | DR  |
| --- | ---------------- | --- | - | - | - | - | -- | -- | --- |
| 1   | Unione Sovietica | 10  | 6 | 4 | 2 | 0 | 13 | 4  | +9  |
| 2   | Spagna           | 8   | 6 | 3 | 2 | 1 | 14 | 3  | +11 |
| 3   | Irlanda del Nord | 6   | 6 | 2 | 2 | 2 | 10 | 6  | +4  |
| 4   | Cipro            | 0   | 6 | 0 | 0 | 6 | 2  | 26 | -24 |

## Risultati
| Data              | Luogo              | Squadra 1        | Risultato | Squadra 2        |
| ----------------- | ------------------ | ---------------- | --------- | ---------------- |
| 11 novembre 1970  | Siviglia           | Spagna           | 3 - 0     | Irlanda del Nord |
| 15 novembre 1970  | Nicosia            | Cipro            | 1 - 3     | Unione Sovietica |
| 3 febbraio 1971   | Nicosia            | Cipro            | 0 - 3     | Irlanda del Nord |
| 21 aprile 1971    | Belfast            | Irlanda del Nord | 5 - 0     | Cipro            |
| 9 maggio 1971     | Nicosia            | Cipro            | 0 - 2     | Spagna           |
| 30 maggio 1971    | Mosca              | Unione Sovietica | 2 - 1     | Spagna           |
| 7 giugno 1971     | Mosca              | Unione Sovietica | 6 - 1     | Cipro            |
| 22 settembre 1971 | Mosca              | Unione Sovietica | 1 - 0     | Irlanda del Nord |
| 13 ottobre 1971   | Belfast            | Irlanda del Nord | 1 - 1     | Unione Sovietica |
| 27 ottobre 1971   | Siviglia           | Spagna           | 0 - 0     | Unione Sovietica |
| 24 novembre 1971  | Granada            | Spagna           | 7 - 0     | Cipro            |
| 16 febbraio 1972  | Kingston upon Hull | Irlanda del Nord | 1 - 1     | Spagna           |